# Площадь Ленина (Кобрин)
Площадь Ленина (бел. Плошча Леніна) — площадь в историческом центре Кобрина, общественный центр города. Располагается на пересечении улиц Ленина, Пушкина, Суворова и Трудовой.

## История и архитектура
Площадь возникла в 1950-х годах при перепланировке центра города после Великой Отечественной войны. До того, как была разбита площадь, территория была застроена жилыми домами, а также здесь существовала первая в истории Кобрина автобусная станция. Первоначально носила имя Суворова, в 1962 году переименована в честь Ленина. В 2009 году при подготовке к фестивалю «Дожинки» площадь была благоустроена, выложена плиткой. Существовавший до «Дожинок» проезд был убран.

## Примечательные здания и сооружения
На площади и вокруг неё собраны основные административные здания города. Ансамбль площади сформирован зданиями горкома, Дома Советов, гостиницы, а также жилыми домами. Площадь является основным местом массовых мероприятий.
- № 3 — Кобринский городской исполнительный комитет.
- № 4 — музей Кобринского государственного художественного профессионально-технического колледжа (музей народных промыслов)[5]
- Улица Суворова, дом 14 — Военно-исторический музей им. А. В. Суворова.
- Улица Суворова, дом 16 — Кобринский усадебный дом, дом-музей А. В. Суворова. Построен в конце XVIII века. Историко-культурная ценность, код 112Д000401[6].
- Улица Суворова, дом 25 — Кобринский районный исполнительный комитет.
- Памятник В. И. Ленину. Перенесён в 1962 году с площади Свободы[3].
- Памятник основателям Кобрина, князю Владимиру Васильковичу и княгине Ольге Романовне. Установлен в 2009 году, скульптор Александр Лыщик[7].
- Доска почёта Кобрина и Кобринского района.